# Ann Prentice
Ann Prentice OBE (* 1952) ist eine britische Ernährungswissenschaftlerin.

## Leben
Prentice studierte Chemie an der Universität Oxford, dann medizinische Physik an der Universität Surrey und Naturwissenschaften an der Universität Cambridge.
Seit 1978 war sie für den Medical Research Council tätig, sowohl in Großbritannien als auch in China und Gambia. 1998 wurde sie Leiterin des MRC-Kooperationszentrums für Ernährungsforschung (zuletzt „Elsie Widdowson Laboratory“ genannt).
Sie war Mitglied des wissenschaftlichen Beratungsausschusses für Ernährung im Vereinigten Königreich und von 2004 bis 2007 Präsidentin der Britischen Gesellschaft für Ernährung.

## Auszeichnungen und Ehrungen
Sie hat die Ehrendoktorwürde der University of Surrey und Ehrenprofessuren an der University of the Witwatersrand und am Shenyang Medical College inne.
1998: Laureat de le Prix Scientifique, Institut Candia, Frankreich
2004: Edna and Robert Langholz Award for International Nutrition, USA
2006: Officer of the Order of the British Empire, für Dienstleistungen für die Ernährung
2010: Fellow of the Royal Society of Biology (gewählt)
2011: Fellow of the Association for Nutrition (gewählt)
2011: British Nutrition Foundation Prize
2011: Nutrition Society Gold Medal
2012: Fellow of the Academy of Medical Sciences (gewählt)
2012: Honorary Fellow of the Association for Nutrition
2014: Honorary Degree of Doctor of the University of Surrey
2015: Honorary Fellow of the Royal College of Paediatrics and Child Health
2016: Honorary Fellow of The Nutrition Society
2017: Fellow of the International Union of Nutritional Sciences (ehrenhalber)
2018: Macy-György Award (International Society of Research into Human Milk and Lactation)